# 1. Fußballclub Lokomotive Leipzig 2012-2013
Questa voce raccoglie le informazioni riguardanti il 1. Fußballclub Lokomotive Leipzig nelle competizioni ufficiali della stagione 2012-2013.

## Stagione
Nella stagione 2012-2013 il Lokomotive Lipsia, allenato da Marco Rose, concluse il campionato di Regionalliga nordest al 10º posto.

## Rosa
| N. |                     | Ruolo | Calciatore         |
| -- | ------------------- | ----- | ------------------ |
| 1  | Germania (bandiera) | P     | Christopher Gäng   |
| 2  | Germania (bandiera) | C     | Benedikt Seipel    |
| 3  | Germania (bandiera) | D     | Markus Krug        |
| 4  | Germania (bandiera) | C     | Tino Oechsner      |
| 5  | Germania (bandiera) | C     | Felix Bachmann     |
| 6  | Germania (bandiera) | D     | Christoph Schulz   |
| 7  | Germania (bandiera) | C     | Nico Schönitz      |
| 8  | Germania (bandiera) | D     | Jens Werner        |
| 9  | Germania (bandiera) | A     | Benjamin Fraunholz |
| 9  | Svizzera (bandiera) | A     | Albert Spahiu      |
| 10 | Germania (bandiera) | A     | Steve Rolleder     |
| 11 | Turchia (bandiera)  | A     | Fatih Alemdar      |
| 12 | Germania (bandiera) | D     | Ronny Surma        |
| 13 | Germania (bandiera) | D     | Kevin Kittler      |

| N. |                     | Ruolo | Calciatore          |
| -- | ------------------- | ----- | ------------------- |
| 14 | Germania (bandiera) | C     | Albrecht Brumme     |
| 15 | Germania (bandiera) | A     | Sebastian Seifert   |
| 16 | Germania (bandiera) | C     | Raik Hildebrandt    |
| 17 | Germania (bandiera) | C     | André Stratmann     |
| 18 | Germania (bandiera) | C     | Kevin Walthier      |
| 19 | Germania (bandiera) | C     | Patrick Grandner    |
| 20 | Germania (bandiera) | P     | Alexander Czempik   |
| 20 | Germania (bandiera) | P     | Lukas Wurster       |
| 21 | Germania (bandiera) | A     | Rico Engler         |
| 22 | Germania (bandiera) | C     | Andy Wendschuch     |
| 23 | Germania (bandiera) | D     | Markus Saalbach     |
| 24 | Germania (bandiera) | D     | Alexis Theodosiadis |
| 25 | Germania (bandiera) | C     | Marcus Brodkorb     |
|    | Germania (bandiera) | P     | Benjamin Lowens     |

## Organigramma societario
Area tecnica
- Allenatore: Marco Rose
- Allenatore in seconda: Eric Eiselt, Roland Vrabec
- Preparatore dei portieri: Maik Kischko
- Preparatori atletici:
- Analisi video:

## Calciomercato

### Sessione estiva
| Acquisti | Acquisti            | Acquisti                    | Acquisti |
| R.       | Nome                | da                          | Modalità |
| -------- | ------------------- | --------------------------- | -------- |
| A        | Albert Spahiu       | Magonza II                  |          |
| C        | Tino Oechsner       | RB Lipsia II                |          |
| A        | Fatih Alemdar       | FSV Francoforte II          |          |
| C        | Aljaksandr Bury     | SG Leipzig Leutzsch         |          |
| P        | Christopher Gäng    | Türkiyemspor Berlino        |          |
| C        | Patrick Grandner    | VfL 05 Hohenstein-Ernstthal |          |
| A        | Steve Rolleder      | Fortuna Chemnitz            |          |
| D        | Alexis Theodosiadis | FSV Francoforte             |          |
| C        | Kevin Walthier      | Norimberga II               |          |
| C        | Andy Wendschuch     | Budissa Bautzen             |          |

| Cessioni | Cessioni        | Cessioni             | Cessioni |
| R.       | Nome            | a                    | Modalità |
| -------- | --------------- | -------------------- | -------- |
| A        | Djibril N'Diaye | Torgelower           |          |
| C        | Ivan Ristovski  | Rabotnički           |          |
| D        | Tino Schulze    | Germania Halberstadt |          |

### Sessione invernale
| Acquisti | Acquisti        | Acquisti           | Acquisti |
| R.       | Nome            | da                 | Modalità |
| -------- | --------------- | ------------------ | -------- |
| D        | Ronny Surma     | Sportfreunde Lotte |          |
| P        | Benjamin Lowens | Torgelower         |          |

| Cessioni | Cessioni        | Cessioni | Cessioni |
| R.       | Nome            | a        | Modalità |
| -------- | --------------- | -------- | -------- |
| C        | Aljaksandr Bury | Coblenza |          |
| C        | Filip Racko     | Havířov  |          |

## Risultati

### Regionalliga

#### Girone di andata
| Arbitro: | Stolz |

|             |           |  |
| Stephan 58’ | Marcatori |  |

| Arbitro: | Anger |

|                             |           |             |
| Alemdar 27’ Engler 48’, 59’ | Marcatori | 11’ N'Diaye |

| Arbitro: | Koslowski |

|             |           |                                      |
| Alemdar 90’ | Marcatori | 28’ Judt 55’ Kutschke 85’ Rockenbach |

| Arbitro: | Rohde |

|  |           |           |
|  | Marcatori | 59’ Fenin |

| Arbitro: | Lossius |

|            |           |  |
| Kellig 55’ | Marcatori |  |

| Arbitro: | Musick |

|           |           |  |
| Brumme 6’ | Marcatori |  |

| Arbitro: | Gräfe |

|              |           |  |
| Avcioglu 56’ | Marcatori |  |

| Arbitro: | Anger |

|  |           |                                             |
|  | Marcatori | 20’, 70’, 75’ Skrzybski 35’, 72’ Ujazdowski |

| Arbitro: | Pawlowski |

|                                        |           |                     |
| Fuchs 53’ Süsser 60’ Rogoli 90’ (rig.) | Marcatori | 13’ (rig.) Rolleder |

| Arbitro: | Kleinschmidt |

|                                                 |           |  |
| Grandner 45’ Spahiu 81’ Theodosiadis 90’ (rig.) | Marcatori |  |

| Arbitro: | Koslowski |

|  |           |                      |
|  | Marcatori | 15’ Scholz 45’ Kapan |

| Halberstadt 17 novembre 2012, ore 13:30 CET 12ª giornata | Germania Halberstadt | 0 – 0 referto | Lokomotive Lipsia | Friedensstadion (1 009 spett.)\| Arbitro: \| Giese \| |
| Arbitro:                                                 | Giese                |               |                   |                                                       |

| Arbitro: | Hösel |

|              |           |  |
| Rolleder 77’ | Marcatori |  |

| Arbitro: | Pawlowski |

|                      |           |              |
| Gasch 61’ Starke 68’ | Marcatori | 52’ Rolleder |

| Arbitro: | Kleinschmidt |

|                       |           |                       |
| Rolleder 5’ Surma 60’ | Marcatori | 79’ Schmidt 82’ Hager |

#### Girone di ritorno
| Arbitro: | Anger |

|                                  |           |  |
| Schulz 4’, 36’, 51’ Rolleder 43’ | Marcatori |  |

| Arbitro: | Kutscher |

|                     |           |                                             |
| Kazak 24’ Mista 56’ | Marcatori | 9’, 18’ Rolleder 14’ Seipel 62’, 82’ Spahiu |

| Lipsia 8 maggio 2013, ore 18:00 CEST 18ª giornata | RB Lipsia | 0 – 0 referto | Lokomotive Lipsia | Red Bull Arena (20 348 spett.)\| Arbitro: \| Ostrin \| |
| Arbitro:                                          | Ostrin    |               |                   |                                                        |

| Arbitro: | Burda |

|           |           |           |
| Ziane 86’ | Marcatori | 67’ Surma |

| Arbitro: | Kluge |

|  |           |                                      |
|  | Marcatori | 6’ Kellig 50’ (aut.) Brumme 60’ Paul |

| Arbitro: | Hösel |

|                                      |           |  |
| Geißler 21’ Schlosser 56’ Riemer 69’ | Marcatori |  |

| Lipsia 10 aprile 2013, ore 18:30 CEST 22ª giornata | Lokomotive Lipsia | 0 – 0 referto | Berliner AK 07 | Bruno-Plache-Stadion (1 936 spett.)\| Arbitro: \| Schwermer \| |
| Arbitro:                                           | Schwermer         |               |                |                                                                |

| Arbitro: | Lossius |

|  |           |            |
|  | Marcatori | 56’ Spahiu |

| Arbitro: | Kleinschmidt |

|                                    |           |  |
| Spahiu 26’ Schulz 29’ Grandner 33’ | Marcatori |  |

| Arbitro: | Giese |

|                            |           |                   |
| Reinhard 41’ Beck 51’, 64’ | Marcatori | 21’, 45’ Grandner |

| Arbitro: | Kutscher |

|           |           |            |
| Kapan 65’ | Marcatori | 69’ Schulz |

| Arbitro: | Bartsch |

|                         |           |             |
| Theodosiadis 25’ (rig.) | Marcatori | 43’ Büchler |

| Auerbach 11 maggio 2013, ore 13:30 CEST 28ª giornata | VfB Auerbach | 0 – 0 referto | Lokomotive Lipsia | VfB Stadion (800 spett.)\| Arbitro: \| Klemm \| |
| Arbitro:                                             | Klemm        |               |                   |                                                 |

| Arbitro: | Burda |

|                        |           |                        |
| Spahiu 1’ Rolleder 74’ | Marcatori | 32’ Rudolph 77’ Müller |

| Arbitro: | Pawlowski |

|          |           |                         |
| Wild 90’ | Marcatori | 13’ Spahiu 70’ Rolleder |

## Statistiche

### Statistiche di squadra
| Competizione         | Punti | In casa | In casa | In casa | In casa | In casa | In casa | In trasferta | In trasferta | In trasferta | In trasferta | In trasferta | In trasferta | Totale | Totale | Totale | Totale | Totale | Totale | DR |
| Competizione         | Punti | G       | V       | N       | P       | Gf      | Gs      | G            | V            | N            | P            | Gf           | Gs           | G      | V      | N      | P      | Gf     | Gs     | DR |
| -------------------- | ----- | ------- | ------- | ------- | ------- | ------- | ------- | ------------ | ------------ | ------------ | ------------ | ------------ | ------------ | ------ | ------ | ------ | ------ | ------ | ------ | -- |
| Regionalliga nordest | 36    | 15      | 6       | 4       | 5       | 21      | 20      | 15           | 3            | 5            | 7            | 14           | 19           | 30     | 9      | 9      | 12     | 35     | 39     | -4 |
| Totale               | 36    | 15      | 6       | 4       | 5       | 21      | 20      | 15           | 3            | 5            | 7            | 14           | 19           | 30     | 9      | 9      | 12     | 35     | 39     | -4 |

### Andamento in campionato
| Giornata  | 1  | 2 | 3  | 4  | 5  | 6  | 7  | 8  | 9  | 10 | 11 | 12 | 13 | 14 | 15 | 16 | 17 | 18 | 19 | 20 | 21 | 22 | 23 | 24 | 25 | 26 | 27 | 28 | 29 | 30 |
| --------- | -- | - | -- | -- | -- | -- | -- | -- | -- | -- | -- | -- | -- | -- | -- | -- | -- | -- | -- | -- | -- | -- | -- | -- | -- | -- | -- | -- | -- | -- |
| Luogo     | T  | C | C  | C  | T  | C  | T  | C  | T  | C  | C  | T  | C  | T  | C  | C  | T  | T  | T  | C  | T  | C  | T  | C  | T  | T  | C  | T  | C  | T  |
| Risultato | P  | V | P  | P  | P  | V  | P  | P  | P  | V  | P  | N  | V  | P  | N  | V  | V  | N  | N  | P  | P  | N  | V  | V  | P  | N  | N  | N  | N  | V  |
| Posizione | 14 | 6 | 12 | 13 | 14 | 12 | 13 | 15 | 15 | 14 | 15 | 14 | 13 | 13 | 12 | 12 | 10 | 10 | 10 | 11 | 12 | 13 | 11 | 11 | 11 | 11 | 10 | 10 | 11 | 10 |

Legenda:

Luogo: C = Casa; T = Trasferta. Risultato: V = Vittoria; N = Pareggio; P = Sconfitta.

### Statistiche dei giocatori
| F. Alemdar      | 11 | 2 | 1  | 0 |
| F. Bachmann     | 9  | 0 | 0  | 0 |
| M. Brodkorb     | 2  | 0 | 0  | 0 |
| A. Brumme       | 20 | 1 | 2  | 0 |
| A. Bury         | 1  | 0 | 0  | 0 |
| A. Czempik      | 2  | 0 | 0  | 0 |
| R. Engler       | 17 | 2 | 0  | 0 |
| B. Fraunholz    | 0  | 0 | 0  | 0 |
| P. Grandner     | 26 | 4 | 6  | 0 |
| C. Gäng         | 23 | 0 | 2  | 0 |
| R. Hildebrandt  | 22 | 0 | 7  | 0 |
| K. Kittler      | 20 | 0 | 5  | 1 |
| M. Krug         | 15 | 0 | 2  | 1 |
| B. Lowens       | 0  | 0 | 0  | 0 |
| T. Oechsner     | 15 | 0 | 4  | 0 |
| F. Racko        | 1  | 0 | 0  | 0 |
| S. Rolleder     | 26 | 9 | 4  | 1 |
| M. Saalbach     | 10 | 0 | 2  | 0 |
| C. Schulz       | 22 | 5 | 1  | 0 |
| N. Schönitz     | 1  | 0 | 0  | 0 |
| S. Seifert      | 28 | 0 | 6  | 0 |
| B. Seipel       | 14 | 1 | 1  | 0 |
| A. Spahiu       | 25 | 7 | 3  | 0 |
| A. Stratmann    | 9  | 0 | 0  | 0 |
| R. Surma        | 13 | 2 | 4  | 0 |
| A. Theodosiadis | 26 | 2 | 10 | 0 |
| K. Walthier     | 11 | 0 | 3  | 0 |
| A. Wendschuch   | 11 | 0 | 1  | 0 |
| J. Werner       | 27 | 0 | 5  | 0 |
| L. Wurster      | 7  | 0 | 0  | 1 |